# Marceliano Vélez
Marceliano Vélez Barreneche (Envigado, 18 de junio de 1832-Medellín, 13 de abril de 1923) fue un militar y político colombiano.
Fue el primer egresado en Derecho por el Colegio Provincial de Medellín y gobernador de Antioquia en cinco ocasiones.

## Biografía
Los primeros años de su infancia transcurrieron en Envigado. 
Posteriormente, con doce años de edad, viajó a Santa Marta, donde inició estudios que concluiría en la Escuela de Literatura y Filosofía de la Universidad del Segundo Distrito de Cartagena. Ese período se caracterizó por una gran influencia militar y de índole liberal por parte de su tío, el Coronel Mariano Barreneche. Marceliano retornó a Medellín en 1852. Luego presentó exámenes de suficiencia en conocimientos de derecho, obtuvo en 1853 el grado de doctor en la Facultad de Jurisprudencia del Colegio Provincial, hoy Universidad de Antioquia, convirtiéndose así en el primer profesional graduado de dicha institución.

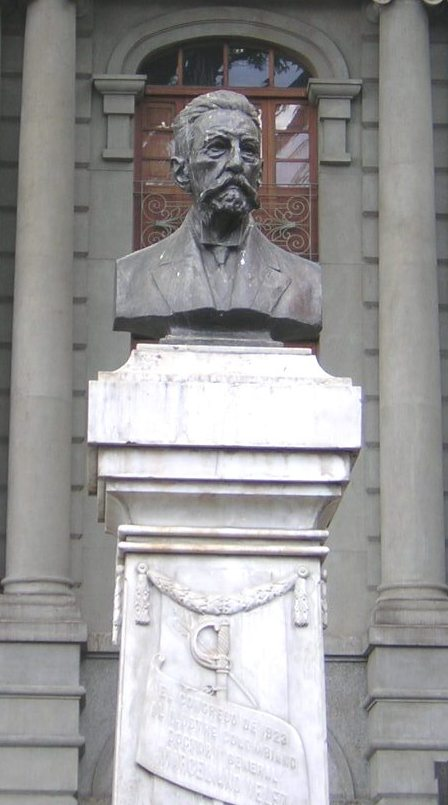
Busto de Barreneche en Medellín.

En el transcurso de toda su vida defendió el Partido Conservador y la religión católica, convirtiéndose en un personaje notable de la política de la época debido a sus ideas republicanas. Lector empedernido y fumador compulsivo, cultivó el estudio de los idiomas, aún sin conocer otro país. Ejerció por varios años su profesión de abogado en los municipios de Jericó y Amalfi, y ocupó entre otros cargos, el de fiscal, juez de circuito, rector y profesor de la Universidad de Antioquia, secretario de la legislatura de Antioquia, alcalde de Medellín, profesor en varias instituciones, gerente de la Compañía de Instalaciones Eléctricas del Distrito de Medellín, senador de la República y gobernador de Antioquia en cinco ocasiones.

También participó activamente en las guerras civiles del siglo XIX, y fue su actitud ambivalente hacia el general Manuel Briceño Fernández, jefe militar en Cundinamarca del grupo Los Mochuelos de Soacha, que los conservadores perdieran la Guerra, y falleciera el General Briceño el día 11 de julio de 1885 en Calamar, sobre el río Magdalena. Incluyendo la guerra de los Mil Días; fue postulado a la presidencia de la República de Colombia y llevó a cabo obras tan importantes en la ciudad de Medellín, como obtener la autorización del gobierno nacional para la fundación de la Escuela de Minas, la construcción del local para la Biblioteca y el Museo de Zea, hoy Museo de Antioquia, la construcción de puentes y carreteras, el inicio de la edificación del Manicomio Departamental, la reapertura de la Casa de la Moneda, la creación de la oficina de estadísticas, y la organización de la imprenta oficial. También publicó artículos en periódicos del país y varios manifiestos donde expresaba su posición política y la forma correcta como debía conducirse la administración del Estado colombiano.

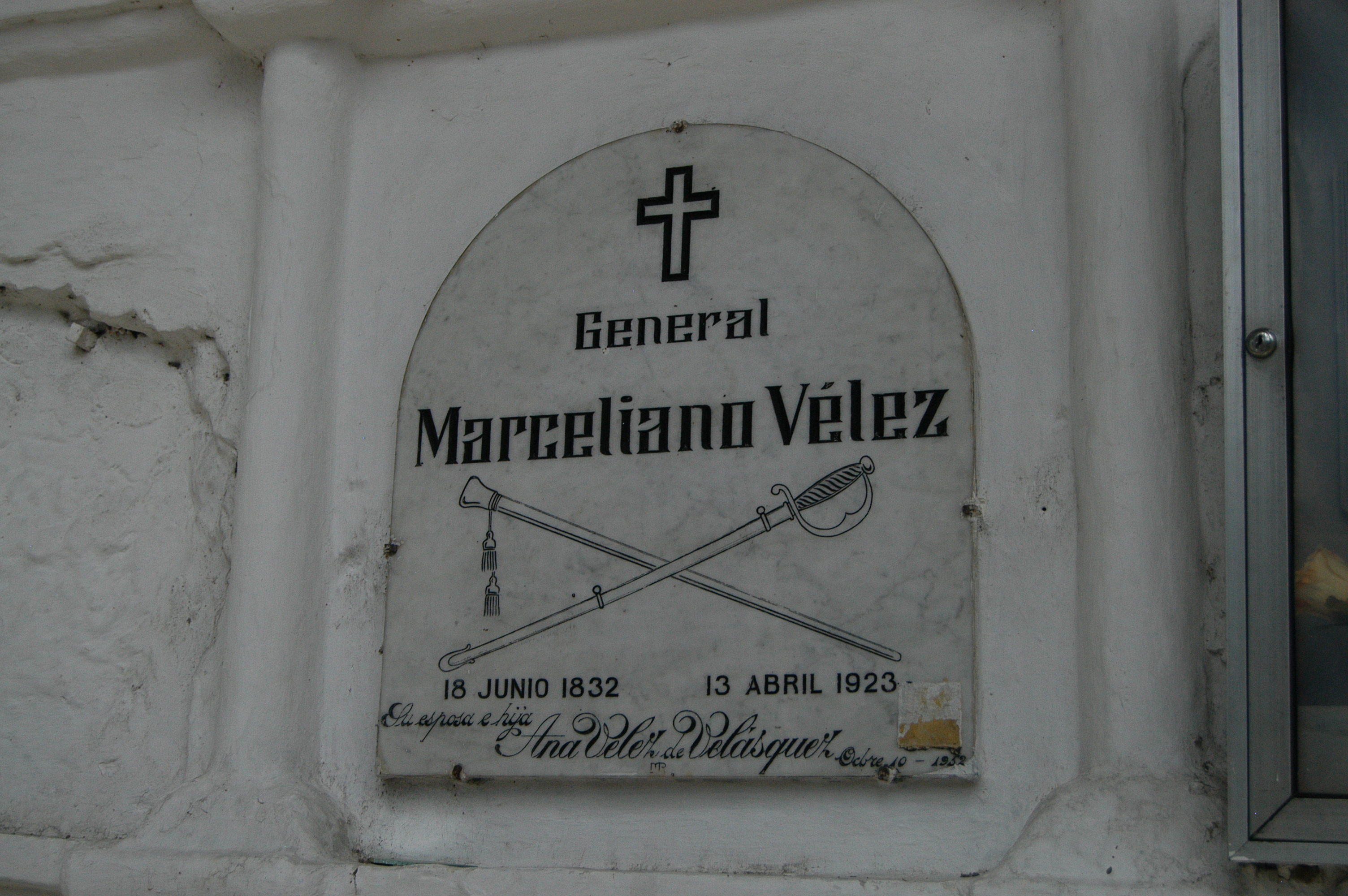
Tumba de Marceliano Vélez en el museo-cementerio San Pedro.

Tuvo una hacienda María Teresa en Amalfi (Antioquia).
Se encuentra enterrado en el museo-cementerio San Pedro de Medellín, enfrente del mausoleo de José María Amador.